# Peter Semneby
Hans Peter Semneby, född 28 juni 1959 i Orsa, Dalarnas län, är en svensk diplomat som har tjänstgjort som Sveriges särskilda sändebud för konflikten i Jemen sedan 2017. Semneby har tidigare tjänstgjort vid flera svenska beskickningar, däribland som ambassadör i Libanon och i Afghanistan, samt vid ambassaderna i Tyskland, Ukraina och Sovjetunionen. Utöver uppdragen för utrikesdepartementet har Semneby tjänstgjort som Europeiska unionens särskilda representant i Sydkaukasien samt som chef för OSSE-missionerna i Kroatien och Lettland.

## Biografi
Semneby har studerat vid John F. Kennedy School of Government i USA, Handelshögskolan i Stockholm, Uppsala universitet, Stockholms universitet och Tolkskolan i Uppsala. Han är anställd vid Utrikesdepartementet (UD) sedan 1986 och har tjänstgjort på ambassaderna i Moskva, Kiev och Bonn. Semneby deltog i hjälparbetet efter jordbävningen i Armenien 1988 och var medlem av OSSE:s verksamhet i Georgien när denna påbörjades 1992. Han var ansvarig för europeisk säkerhets- och försvarspolitik vid UD 1997–2000.
Semneby var chef för OSSE:s verksamhet i Lettland 2000–2002 och för OSSE:s verksamhet i Kroatien 2002–2005 med ambassadörsrang. Han tjänstgjorde som EU:s särskilde representant i Sydkaukasien 2006–2011 med ambassadörsrang. Semneby har varit stationerad i Bryssel, där hans arbete fokuserade på länderna Georgien, Armenien och Azerbajdzjan. Han var chef för UD:s enhet för säkerhetspolitik fram till det att han blev ambassadör i Kabul 2012. 2015 utnämndes Semneby till svensk ambassadör i Beirut med ansvar med ytterligare ansvar för den evakuerade svenska ambassaden i Damaskus.
2017 utsågs Semneby till Sveriges särskilda sändebud för konflikterna i Jemen och Libyen. Semneby verkade för genomförandet av de FN-ledda förhandlingarna mellan de jemenitiska konfliktparterna i december 2018, vilka Sverige stod värd för i Rimbo. Förhandlingarna resulterade i det så kallade Stockholmsavtalet, genom vilket konfliktparterna kom överens om bland annat fångutväxling och eldupphör över hamnstaden al-Hudaydah.
Utöver svenska talar Semneby engelska, franska, tyska, ryska och kroatiska.

## Utmärkelser
- Lettiska Tre Stjärnors orden (2005)[5].